# Другові за листуванням
«Другові за листуванням» (англ. «Dear Pen Pal») — науково-фантастичне оповідання канадського та американського письменника Альфреда ван Вогта.

## Історія публікації
Оповідання вперше було надруковано в збірці «Аркемський зразок» (англ. «The Arkham Sampler») (1949) й в багатьох інших збірках і антологіях, таких як «Місце призначення: Всесвіт!» (англ. «Destination: Universe!»), «Далекі межі» (англ. «Far Boundaries») та інших, остання з яких — «Аркемський зразок: Факсимільне видання» (англ. «The Arkham Sampler: A Facsimile Edition») (2010).

## Інші видання
- «Пригоди поза межами нашого світу» (англ. «Out of This World Adventures»), липень 1950, під назвою «Лист від зірок» (англ. «Letter from the Stars»)[3]
- «Земля в небезпеці? / Хто каже про завоювання?» (англ. «The Earth in Peril / Who Speaks of Conquest?»), 1957, під назвою «Лист від зірок» (англ. «Letter from the Stars»)[4]

Твір було перекладено багатьма мовами: данською (1957, 1966, 1974), німецькою (1957, 1983, 1985), португальською (1960), італійською (1961, 1979, 2003), французькою (1969), хорватською (1981), румунською (1994).